# 阪口真紀
阪口 真紀（さかぐち まき、1989年6月8日 - ）は、日本の女子フィールドホッケー選手。ソニーHC BRAVIA Ladies所属。

## 経歴
鳥取県出身。鳥取県立八頭高等学校、立命館大学を経て、ソニーグローバルマニュファクチャリング&オペレーションズに所属する。
ホッケー女子日本代表として2016年リオデジャネイロオリンピックに出場した。